# Mollā Jīq
Mollā Jīq (persiska: ملاجیق) är en ort i Iran.   Den ligger i provinsen Östazarbaijan, i den nordvästra delen av landet, 400 km väster om huvudstaden Teheran. Mollā Jīq ligger 1 648 meter över havet och antalet invånare är 339.
Terrängen runt Mollā Jīq är kuperad åt sydväst, men åt nordost är den platt. Runt Mollā Jīq är det ganska glesbefolkat, med 22 invånare per kvadratkilometer. Närmaste större samhälle är Bābā Kandī, 19,4 km norr om Mollā Jīq. Trakten runt Mollā Jīq består i huvudsak av gräsmarker.